# Toyota Sports 800
El Toyota Sports 800 (トヨタ・スポーツ800 Toyota Supōtsu Happiyaku?) es el primer automóvil deportivo de producción de Toyota. El prototipo del Sports 800, llamado Publica Sports debutó en el Salón del Automóvil de Tokio de 1962, con una capota deslizante de la era espacial y utilizando el tren motriz de 21 kW (28 hp; 29 PS) del Publica 700, un automóvil económico de mercado japonés. El Toyota Sports 800 se llama cariñosamente "Yota-Hachi" (ヨタハチ), que es una abreviatura japonesa de "Toyota 8". En Japón era exclusivo del canal de ventas minoristas llamado Toyota Publica Store junto con Publica.

## Historia
El coche entró en producción en 1965, con código de chasis UP15 y un aumento en la cilindrada del motor de 700 cc a 800 cc, así como carburadores duales, lo que aumentó la potencia de 28 a 45 CV (20,6 a 33,1 kW). Este motor era suficiente para propulsar el coche ligero por la ciudad a 70 km/h o en una pista de carreras hasta unos 160 km/h (100 mph). La producción comenzó después de la introducción del primer automóvil de Honda, llamado Honda S500, y se unió al segmento de mercado que ya estaba representado por el Datsun Fairlady y el Daihatsu Compagno.
El automóvil tenía un estilo aerodinámico de Shozo Sato, un diseñador cedido por Datsun, y el ingeniero de Toyota Tatsuo Hasegawa. Hasegawa había sido diseñador de aviones en la Segunda Guerra Mundial y el Sports 800 resultante era una máquina ligera y ágil. El Sports 800 fue uno de los primeros autos de producción con un panel de techo elevable, o techo targa, anterior al Porsche Targa. La tapa de targa de aluminio se puede guardar en el maletero cuando no se usa.
Entre 1965 y 1969, el subcontratista de Toyota, Kanto Auto Works, fabricó aproximadamente 3131 unidades. Se sabe que solo sobrevivió alrededor del 10% de esos vehículos, la mayoría en Japón.
Las tablas de producción muestran 1235 automóviles fabricados en 1965, 703 en 1966, 538 en 1967, 440 en 1968 y 215 en 1969.[cita requerida]
La gran mayoría de los 3.131 coches tenían el volante a la derecha, pero unos 300 eran modelos con volante a la izquierda, construidos principalmente para el mercado de Okinawa (Okinawa, habiendo estado ocupada por los estadounidenses, conducía por el lado derecho de la carretera en lugar del izquierdo como el resto). de Japón). Toyota usó un número muy limitado de automóviles con volante a la izquierda para "probar la conducción" en los EE. UU., pero los concesionarios estadounidenses decidieron que el 800 no se vendería bien en los EE. UU. y tomaron la decisión de no importar ni vender los automóviles en el mercado estadounidense. Toyota permitió que estos distribuidores se quedaran con el lote original de alrededor de 40 Sports 800 en los EE. UU. en lugar de enviarlos de regreso a Japón.
Hay sutiles diferencias de diseño entre los años. Las diferencias notables han incluido: cambio de primera marcha no sincronizada a sincronizada en 1967; un cambio de parrilla y parachoques en 1968; y luces de posición laterales en 1969. Sin embargo, el diseño básico de la carrocería se mantuvo sin cambios.[cita requerida]
Hay sutiles diferencias de diseño entre los años. Las diferencias notables han incluido: cambio de no sincronizado a sincronizado
Un motor tipo bóxer de dos cilindros opuestos horizontales de 790 cc refrigerado por aire impulsaba el vehículo. El 2U de 0,8 litros (45 PS a 5,400 rpm) se fabricó entre 1965 y 1969, mientras que un 2U-B similar se fabricó entre 1966 y 1976 (en 1975, el manual del Dyna Coaster Bus muestra que Toyota utilizó el 2U-B como un auxiliar independiente). motor, solo para hacer funcionar la unidad de aire acondicionado del autobús). En una forma menos afinada, el 2U también se usó en Publica (UP20/UP26) y MiniAce (UP100).
El peso se mantuvo bajo mediante el uso de aluminio en paneles de carrocería seleccionados y acero fino en la construcción monocasco. Durante los primeros años de producción, incluso los armazones de los asientos estaban hechos de aluminio.
Toyota produjo un prototipo único Sports 800 Gas Turbine Hybrid para el Salón del Automóvil de Tokio de 1979. La carrocería del Sports 800 también sirvió como base para los prototipos eléctricos Sports EV y Sports EV Twin, ambos presentados en 2010.

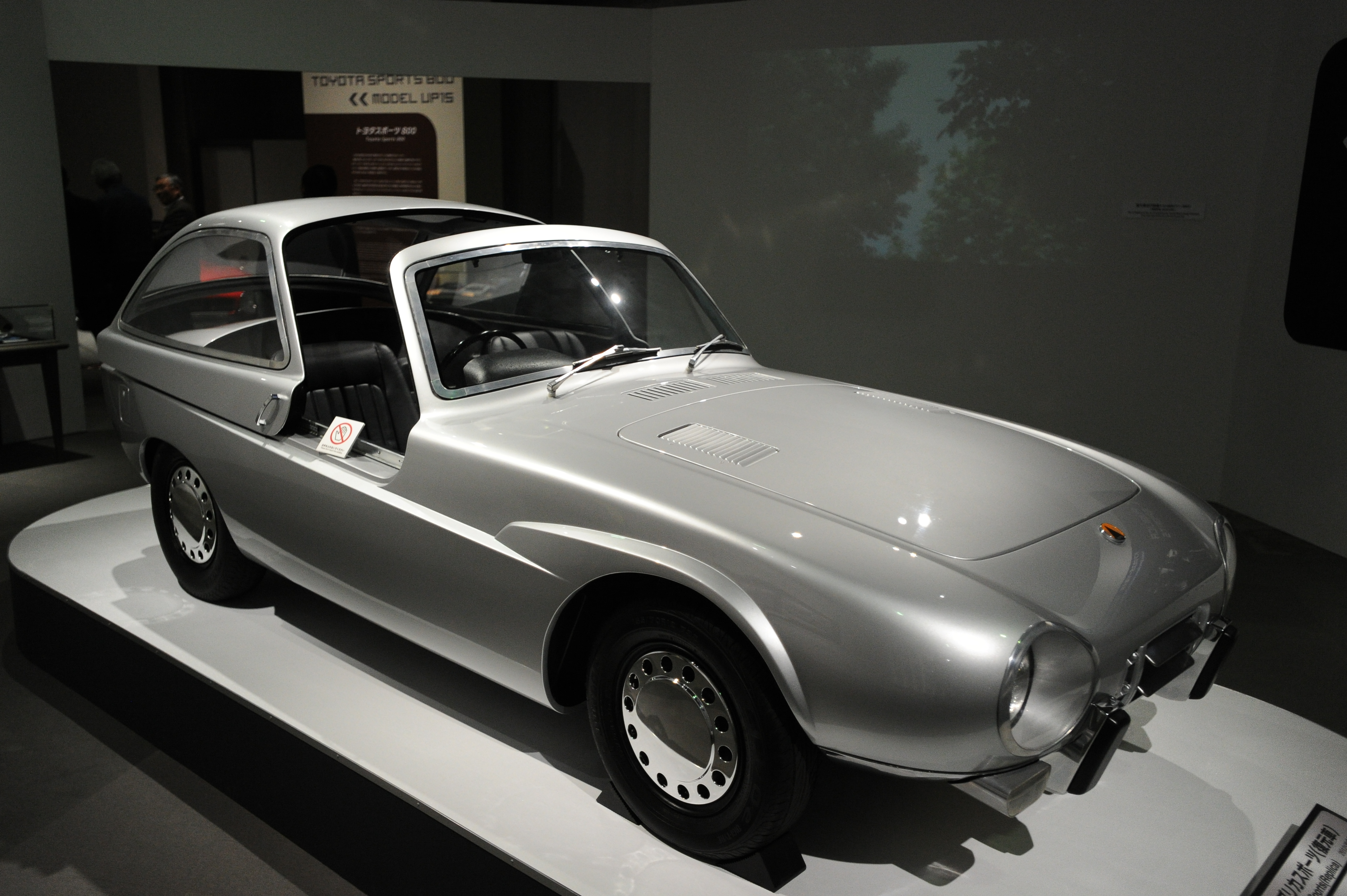
Prototipo de estilo Publica Sports
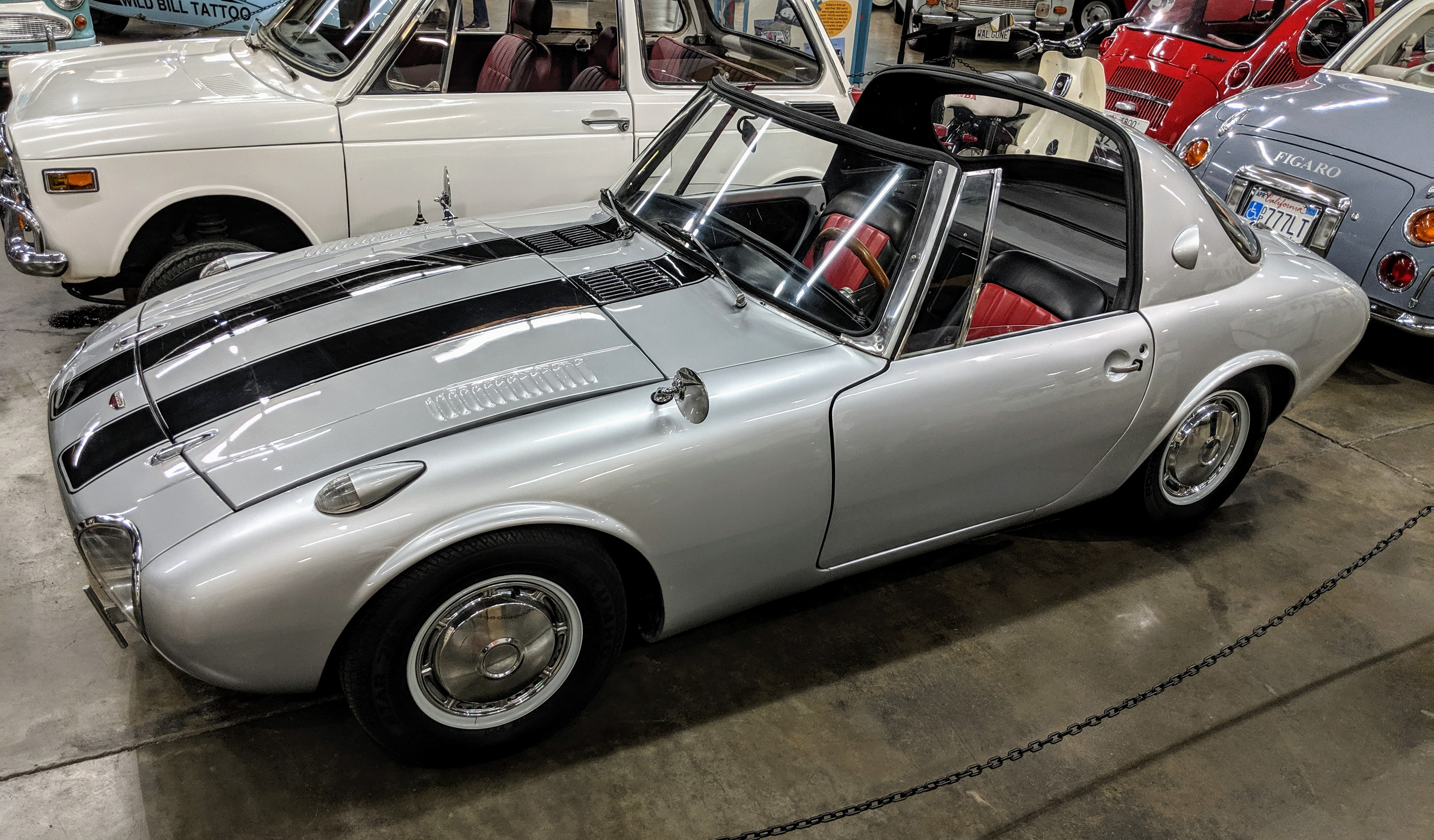
Un Toyota Sports 800 de 1967 con configuración de volante a la izquierda
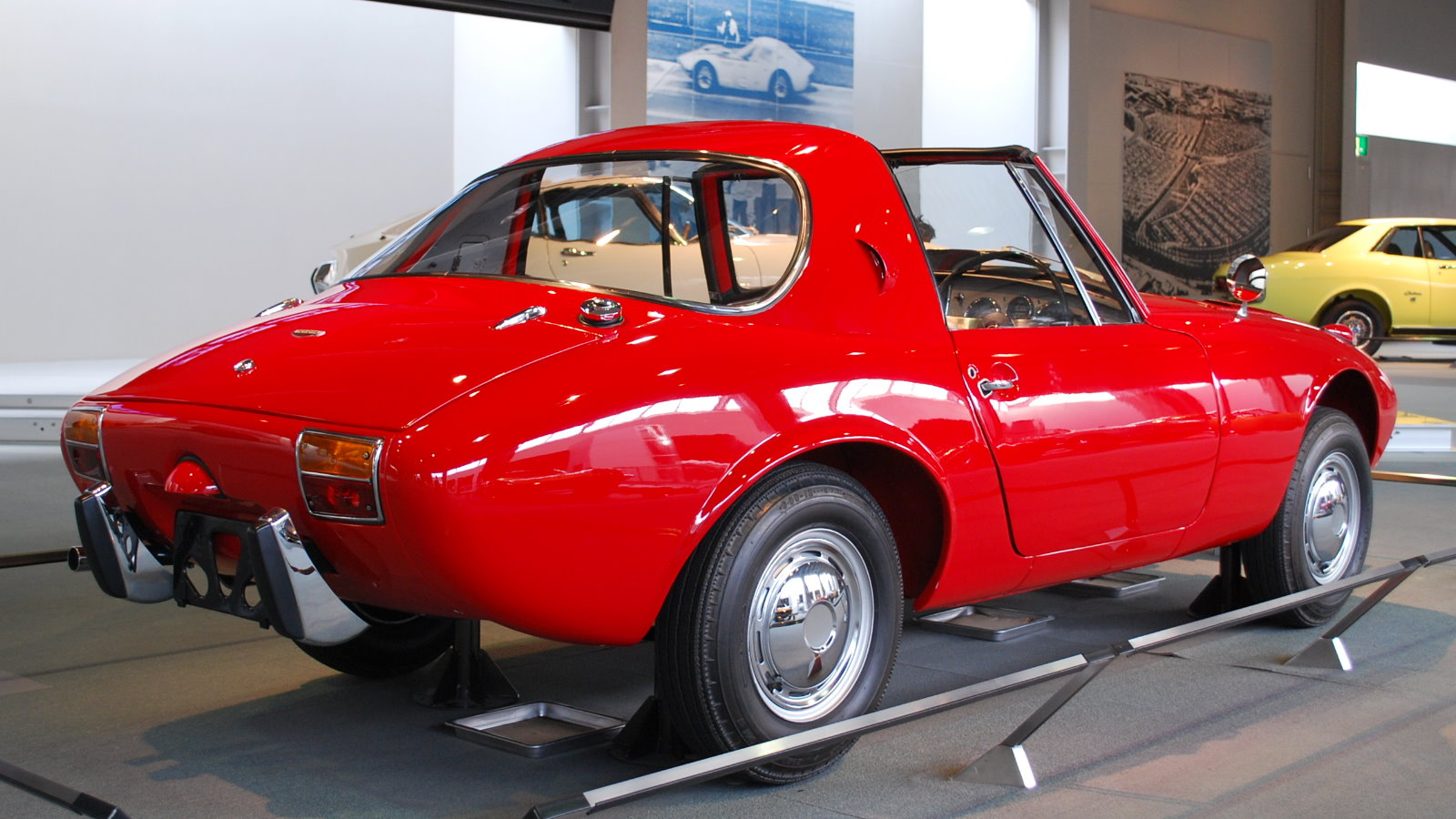
Vista trasera de un Sports 800 de 1965 sin el panel del techo
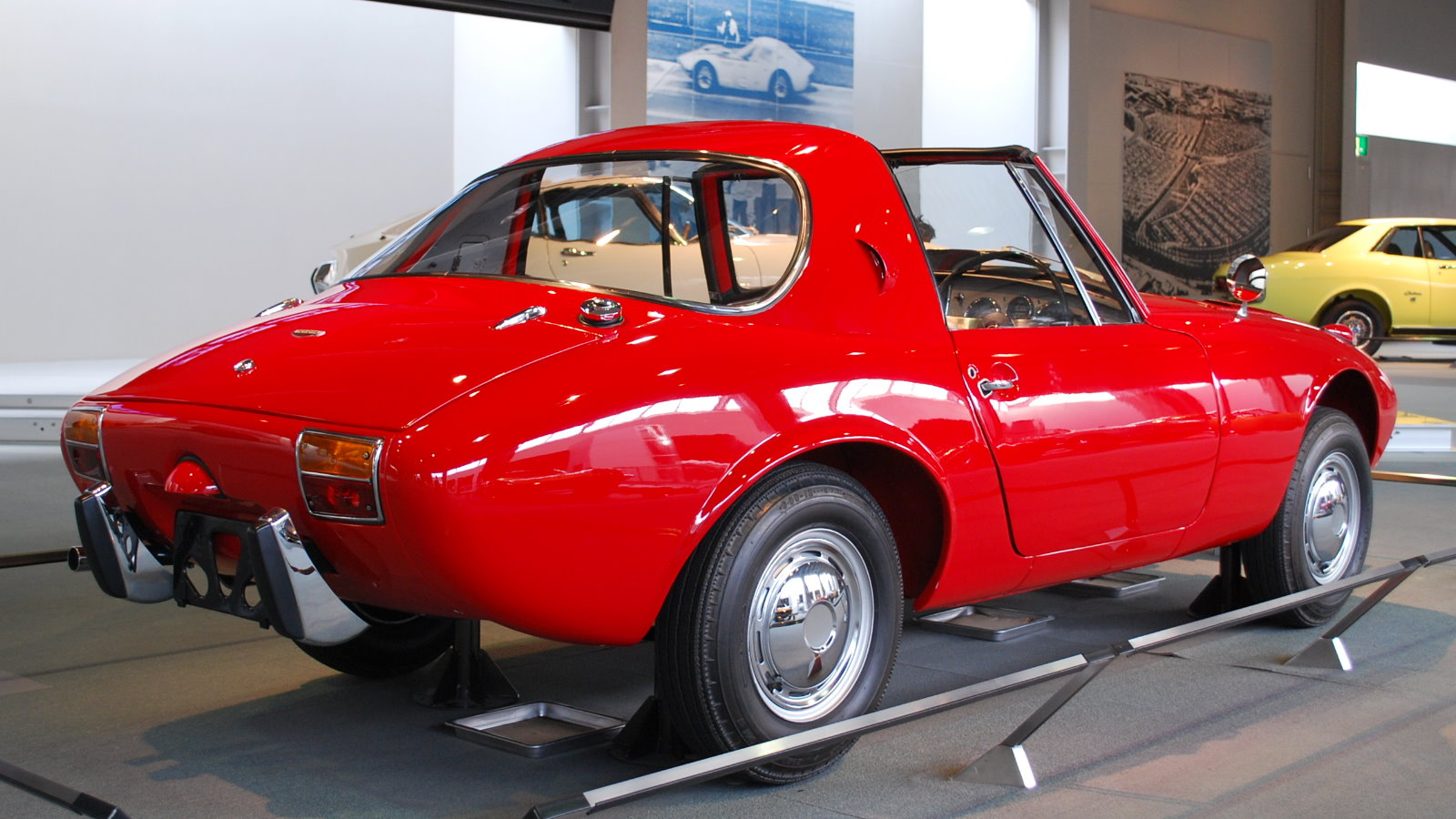
Vista trasera de un Sports 800 de 1965 sin el panel del techo
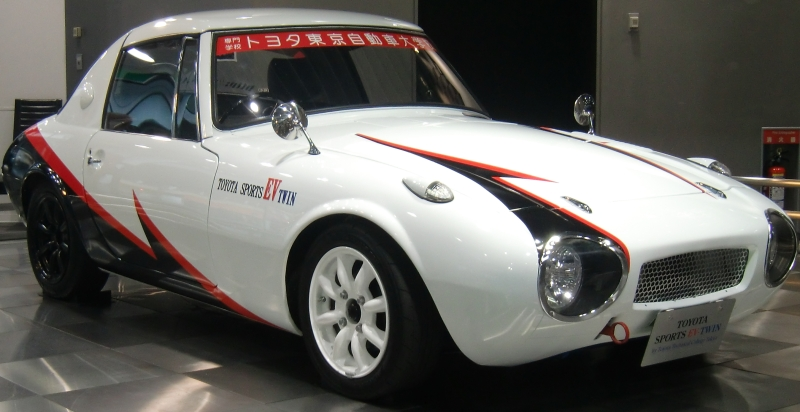
Toyota Sports 800 EV Twin